# 다테 무네에

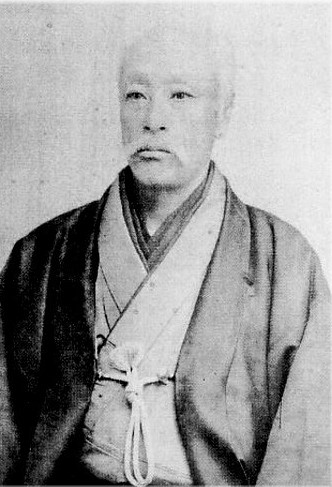
다테 무네에

다테 무네에(伊達宗徳)는 막말 이요 우와지마번(宇和島藩) 마지막 번주이다. 화족령에 따라 백작위를 수여받고 1891년 4월 23일 양부 다테 무네나리의 훈공으로 인해 후작으로 승작하게 된다. 친부는 우와지마 번 제7대 번주 다테 무네타다이며 정실은 조슈번주 모리 나리모토의 딸, 계실은 구보타 번주 사타케 요시히로의 딸이다.
|  | 제1대 다테 후작가(우와지마번) 당주 1891년 ~ 1905년 | 후임 다테 무네노부 |

|  | 다테 백작가(우와지마번) 당주 1884년 ~ 1891년 | 후임 후작으로 승작 |

| 전임 다테 무네나리 | 제9대 우와지마 다테 가 당주 1858년 ~ 1905년 | 후임 다테 무네노부 |

| 전임 다테 무네나리 | 제9대 우와지마번 번주 (우와지마 다테 가) 1858년 ~ 1871년 | 후임 폐번치현 |